# Centurião (filme)
Centurion (br/pt: Centurião) é um filme britânico de 2010 escrito e dirigido por Neil Marshall, vagamente inspirado na lenda do massacre da Nona Legião na Caledônia no início do século II. O filme é estrelado por Michael Fassbender, Dominic West, Olga Kurylenko e Liam Cunningham.

## Sinopse
Um pequeno grupo de soldados romanos dissidentes lutam por suas vidas atrás das linhas inimigas depois que sua legião é dizimada por um devastador ataque de bárbaros.

## Elenco
- Michael Fassbender como Quinto Dias
- Dominic West como Tito Flávio Virilus
- Olga Kurylenko como Etain
- Liam Cunningham como Ubriculius
- David Morrissey como Bothos
- JJ Feild como Thax
- Ulrich Thomsen como Gorlacon
- Noel Clarke como Macros
- Riz Ahmed como Tarak
- Dimitri Leonidas como Leonidas
- Dave Legeno como Vortix
- Axelle Carolyn como Aeron
- Imogen Poots como Arianne
- Paul Freeman como Cneu Júlio Agrícola